# Joëlle Chevé
Joëlle Chevé, née en 1949 en Dordogne, est une historienne et chroniqueuse française spécialiste de l'histoire des femmes et de la société d'Ancien Régime.

## Biographie
Diplômée de l'université de Paris IV-Sorbonne, Joëlle Chevé collabore en tant que journaliste pour la revue Historia et chroniqueuse d'ouvrages historiques notamment pour les revues Elle et Atmosphères.
Venue par l'étude de la noblesse à y considérer l'importance des femmes, elle s'est consacrée à l'histoire de celle-ci à partir d'une biographie de Marie-Thérèse d'Autriche.
Elle est l'autrice de nombreux articles sur l'Ancien Régime et sa société ainsi que d'une synthèse de ses recherches sur la noblesse du Périgord , d'un ouvrage sur les grandes courtisanes et de l'ouvrage L’Élysée au féminin qui dresse le portraits des premières dames de France, publié en 2017.
Elle est vice-présidente de la Fédération historique du Sud-Ouest.
Reconnue comme spécialiste, elle intervient régulièrement à la télévision, et à la radio en tant que chroniqueuse historique. 

### ÉmissionSecrets d'Histoire
En tant que spécialiste de l'histoire des femmes, de la Renaissance et de l'Ancien Régime, elle participe régulièrement à l'émission Secrets d'histoire, présentée par Stéphane Bern, sur France 3. 
Elle a notamment collaboré aux numéros suivants :

### Autres émissions
En octobre 2019, elle intervient également dans l'émission culturelle Stupéfiant ! diffusée sur France 5, dans un numéro consacré à l'histoire de la prostitution en France.
En janvier 2020, elle participe au documentaire Élysée, neuf femmes aux marches du palais sur France 5, elle y raconte notamment la relation de Jacques et Bernadette Chirac.

## Publications
- La Noblesse du Périgord: Au pays des 1 000 châteaux, Perrin, 1998[19]
- Marie-Thérèse d'Autriche : Épouse de Louis XIV, Pygmalion, 2008[20]
- Les Grandes Courtisanes, First, 2012[21]
- L'Élysée au féminin de la IIe à la Ve République : Entre devoir, pouvoir et désespoir, Éditions du Rocher, 2017[22]
- Les grandes courtisanes : Sexe et pouvoir dans l'Histoire, Litos, 2023, 408 p. (ISBN 978-2-38506-054-1)